# EPUB
EPUB (kort for electronic publication; alternativt ePub, EPub eller epub, hvor "EPUB" er foretrukket af formatejeren) er en fri og åben e-bogsstandard af International Digital Publishing Forum (IDPF). Filen har filendelsen .epub. EPUB er designet til ikke at være formateret til et bestemt papirformat, hvilket betyder at e-bogen dynamisk kan formateres til den enkelte e-bogslæsers orientering, skærmstørrelse og skærmopløsning. Formatet er tiltænkt til at være det eneste filformat som udgivere og konverteringshuse behøver at anvende, så vel som til distribution og salg. EPUB afløser Open eBook-standarden.

## Historie
Maj 2016 godkendte IDPF medlemmer en fusion med World Wide Web Consortium (W3C), "to fully align the publishing industry and core Web technology".

### Version 3.0
EPUB 3 består af en mængde af fire specifikationer:
- EPUB Publications 3.0 – som definerer publication-niveau semantikker og overordnede overensstemmelse krav for EPUB-publikationer.
- EPUB Content Documents 3.0 – som definerer profiler for XHTML, SVG og CSS til brug i EPUB-publikations sammenhænge.
- EPUB Open Container Format (OCF) 3.0 – som definerer et filformat og processeringsmodel for indkapsling af en mængde af relaterede resurser i en enkelt fil (ZIP) EPUB-container.
- EPUB Media Overlays 3.0 – som definerer et format og processeringsmodel for synkronisering af tekst og lyd.[6]

Detaljerede beskrivelser af forskellene mellem 3.0 og 2.0.1 kan findes i denne kilde.

### Tidligere
EPUB blev en officiel standard af International Digital Publishing Forum (IDPF) september 2007 og afløste den ældre Open eBook-standard.
I august 2009 annoncerede IDPF at de ville begynde at arbejde på EPUB-standard vedligeholdelsesopgaver.
To brede mål er defineret af denne arbejdsgruppe: "One set of activities governs maintenance of the current EPUB Standards (i.e. OCF, OPF, and OPS), while another set of activities addresses the need to keep the Standards current and up-to-date." Arbejdsgruppen forventes at være aktiv i året 2010 og udgive opdaterede standarder igennem dens levetid.
Den 6. april 2010 blev det annonceret at arbejdsgruppen ville afslutte deres opdatering april 2010. Resultatet blev en mindre revision til EPUB 2.0.1 hvilket "corrects errors and inconsistencies and does not change functionality". Den 2. juli 2010 blev udkastet til version 2.0.1 standarden tilgængelig på IDPF-websitet.
Den 6. april 2010 blev det annonceret at en arbejdsgruppe ville blive dannet til at revidere EPUB-specifikationen til version 2.1.
I arbejdsgruppens charter-udkast, blev 14 større EPUB-problemer fundet som arbejdsgruppen vil gøre noget ved. Gruppen vil komme med et sidste udkast 15. maj 2011.

#### Egenskaber
- Fri og åben
- Re-flowable (ordombrydning) og skriftstørrelse ændringsmulighed
- Inline raster- og vektor-billeder
- Indlejret metadata
- Mulig DRM-understøttelse eller social DRM[14][15]
- CSS-typografiark
- Understøttelse af alternative udseender i samme fil
- Anvendelse af out-of-line og inline XML øer til at udvide funktionaliteten af EPUB

#### Filformat
EPUB udgøres af 3 specifikationer:
- Open Publication Structure (OPS) 2.0, som omfatter indholdets formattering.[16]
- Open Packaging Format (OPF) 2.0, beskriver strukturen af .epub filen i XML.[17]
- OEBPS Container Format (OCF) 1.0, samler alle filerne som en ZIP arkiv.[18]

Grundlæggende set anvender EPUB internt XHTML eller DTBook (en XML-standard bidraget af DAISY konsortiet) til at repræsentere teksten og strukturen af dokumentets indhold og en delmængde af CSS til at bidrage med layout og formattering. XML anvendes til at danne dokument manifestet, indholdsfortegnelsen og EPUB-metadata. Til sidst samles filerne i en zip-fil som pakkeformat.

## EPUB-læsning

### Software EPUB-læsning
Der er flere muligheder for at læse EPUB på Windows, Linux og MacOS:
- Firefox udvidelsen EPUBReader.[19]
- Calibre

Andre OS:
- Android-enheder (anvender WordPlayer, FBReader, Aldiko[20])
- iPad, iPhone og iPod Touch (Lexcycle Stanza[21], sReader, Glider eller iBooks på iOS 3.2+)
- Linux tablets og PDAs såsom Sharp Zaurus og Nokia 770, n800, n810 og n900
- Symbian (?)
- På Windows Mobile er der eReader Pro[22]

### Hardware EPUB-læsning
- Barnes & Noble nook
- BeBook
- Bookeen Cybook Gen3, Cybook Opus
- COOL-ER
- Ctaindia's eGriver e-bogslæser
- eClicto
- eSlick
- Hanlin eReader
- Hanvon N516, N518, N520, N526
- iRex Digital Reader 800, 1000
- iRiver Story
- Kobo eReader
- Plastic Logic
- PocketBook Reader
- Sony Reader
- Sovos Reader

## Generering og validering
EPUB kan ligesom andre formater genereres ved at:
- Konvertere fra et andet format og evt. supplere med metadata[23][24][25][26]
- Skrive i en EPUB-editor/tekstbehandling og gemme[23][27][28][29]

Du kan tjekke en EPUB-fil med følgende værktøj.

Information vedrørende forskellige leverandøreres EPUB-implementeringer, som ikke med garanti er indbyrdes kompatible.